# Henry Giménez
Henry Damián Giménez Báez (ur. 13 marca 1986 w Durazno) – urugwajski piłkarz występujący na pozycji napastnika. Zawodnik Deportivo Maldonado.

## Kariera zawodnicza
Henry Giménez karierę piłkarską rozpoczynał w klubie Fénix Montevideo. W 13 meczach rozegranych dla tego zespołu zdobył zaledwie 2 bramki. W 2006 roku został piłkarzem klubu Tacuarembó FC. Tam nie wiodło mu się lepiej (26 meczów, również 2 strzelone bramki). W końcu w 2007 roku został zawodnikiem klubu również z Montevideo, tym razem River Plate. Tam zawodnik rozwinął skrzydła – w 65 meczach zdobył aż 27 goli, co zaowocowało wyjazdem do Europy. W sezonie 2009/10 Giménez został wypożyczony do włoskiej Bolonii.